# Tom Thiel

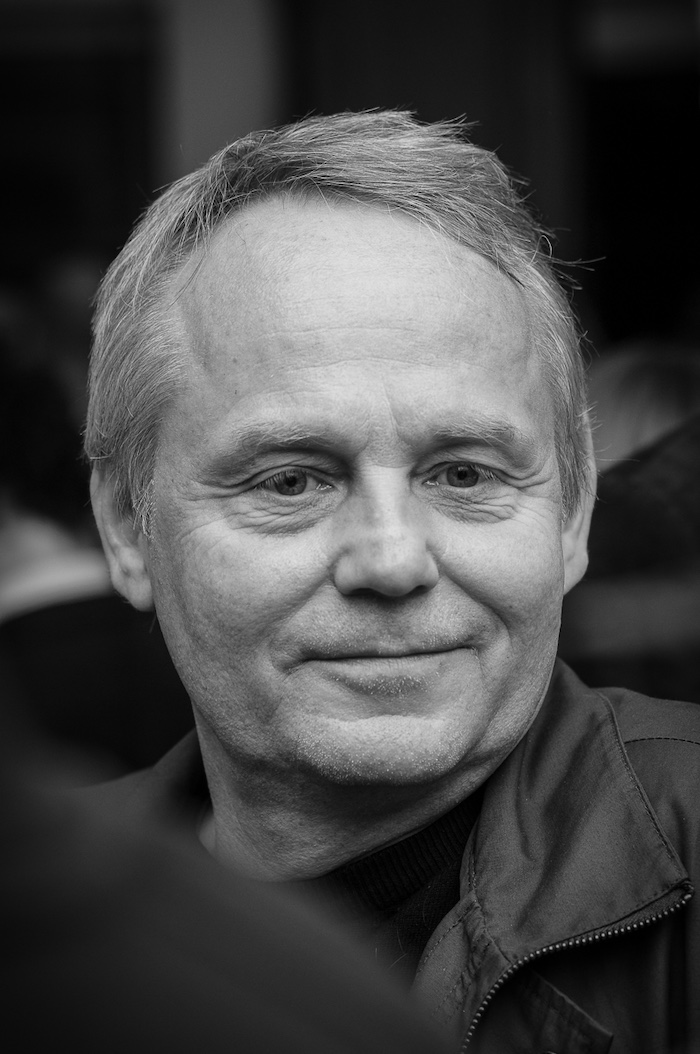
Foto von tom Thiel

Tom Thiel (geboren 1956 als Thomas Thiel in Erlangen) ist ein deutscher Musiker und Musikproduzent. Er arbeitete als Toningenieur und erreichte später als Musiker und Produzent elektronischer Musik vor allem mit Sun Electric internationale Bekanntheit.

## Leben
Tom Thiel arbeitete in den Jahren 1978 bis 1986 als Toningenieur in den Tonstudios Rekord Fabrik und Hartmann Digital, in letzterem mit bekannten Produzenten wie Mike Hedges oder Gareth Jones. Produziert wurden Künstler wie Electric Light Orchestra, Marc Almond, Siouxsie & the Banshees, Yello, The Dolphin Brothers, Nena, Palais Schaumburg, Inga Humpe. Bei der Gruppe DAF wirkte er auch als Koproduzent.
Vom Toningenieur zum Musiker
Ab 1986 bildete Tom Thiel zusammen mit dem Münchner Musiker Max Loderbauer und dem Nürnberger Keyboarder Stephan Fischer die Gruppe Fischerman’s Friend, die sich im Umfeld des Studios Hartmann Digital gegründet hatte. Das Trio widmete sich elektronischer Musik und zog 1987 nach Berlin, um dort ihr gleichnamiges Debütalbum auf Teutonic Beats zu veröffentlichen.
Das Musiklabel Teutonic Beats wurde von Thomas Fehlmann für die Phonogram geführt, der fortan auch als Manager und Verleger für Fischerman’s Friend und Sun Electric in Erscheinung trat.
In ihren Berliner Anfangsjahren produzierte das Trio viele Remixe für Künstler wie Devo, Erasure, Can, Nena und Marianne Rosenberg, oft in Zusammenarbeit mit Gareth Jones, der damals in Berlin lebte. Zeitgleich veröffentlichte Tom Thiel diverse Solo Maxisingles unter den Pseudonymen TTT oder Valis auf den Plattenlabeln von Gabi Delgado (DAF).

## Sun Electric
Nach dem Ausscheiden von Stephan Fischer und der Auflösung von Fischerman’s Friend gründeten Tom Thiel und Max Loderbauer das Projekt Sun Electric, wo sie früh als Pioniere der elektronischen Ambient-Musik für Aufmerksamkeit sorgten. Das englische Label ZTT Records, gegründet von Starproduzent Trevor Horn (Frankie Goes To Hollywood, Grace Jones, Seal u. v. a.) nahm sie nach einer kurzen Periode bei dem englischen Label Wau! Mr.Modo unter Vertrag. Die 1991 dafür entstandenen Aufnahmen erschienen allerdings erst im Frühjahr 2024.
Ab ca. 1991 war Sun Electric bei dem belgische Techno-Label R&S Records und sie veröffentlichte die Alben „Kitchen“, „Aaah!“, „Present“, „Via Nostra“ sowie das viel beachtete Live-Album „30-7-94“, aufgenommen am 30. Juli 1994 beim „Tripping on Sunshine“ Festival in Kopenhagen.
Sun Electric begleitete als Support Act mit damals großem technischem Aufwand ausgedehnte Tourneen von The Orb in England und den USA. Nach dem Aus von R&S Records veröffentlichte Sun Electric ein weiteres Album bei dem Berliner Label Shitkatapult und ein Livealbum bei Arjunamusic, ein Konzertmitschnitt 1996 in der Votivkirche in Wien.
Sun Electric erschien in einem Fachbuch über „Techno“, mit dem selbigen Namen.

## Bus und Solo Werk
In den 2000ern produzierte Tom Thiel mit Daniel Meteo drei Dub/Hiphop/Reggae beeinflusste Alben auf den Berliner Plattenfirmen ~Scape und Shitkatapult unter dem Namen „BUS“. Hier waren diverse Gäste an den Produktionen beteiligt. Außerdem wurden Remixe für The Orb, 2raumwohnung, Apparat und andere veröffentlicht.
Tom Thiel veröffentlichte zwei Soloalben, „Tom Thiel“ (2011) und „Album“ (2023).
Er zählt heute zu einem der wegweisenden Protagonisten der frühen Berliner Szene für Elektronische Musik.

## Diskographie
Mit Fischerman’s Friend (Stephan Fischer, Max Loderbauer, Tom Thiel):
Alben:
- 1989: Fischerman’s Friend, Teutonic Beats[10]

Singles:
- 1989: Money $, Polydor
- 1989: Teutonic Beats (feat. M.C. Turtle), Mercury

Mit Sun Electric (Max Loderbauer, Tom Thiel):
Alben:
- 1993: Kitchen, R&S Records
- 1994: Pomme Fritz (The Orb/ Sun Electric), Island Records
- 1994: Aaah! EP, R&S Records
- 1995:  30-7-94 Live, Apollo
- 1996: Present, Apollo
- 1998: Via Nostra, Apollo
- 2007: Lost & Found, Shitkatapult
- 2023: Live in Votivkirche, Wien, Arjunamusic
- 2023: Will The World Remember - Sun Electric On Zang Tuum Tumb, ZTT

Singles:
- 1990:  O’locco, Wau Mr. Modo
- 1993: Sun Electric, R&S Records/Apollo
- 1991: Red Summer (feat. Inga), ZTT
- 1991: I Feel Free, ZTT
- 1997: Eya, R&S Records
- 1998: Tee, Apollo
- 2001: Untitled (as S.E. Berlin), BadOrb.com

Mit Bus (Daniel Meteo, Tom Thiel):
Alben:
- 2003: Middle of the Road (featuring Soom-T), ~Scape Records
- 2005: Feelin Dank (featuring Soom-T), ~Scape Records
- 2014: Eagles, Shitkatapult

Singles:
- 2002: Westen, ~Scape Records
- 2003: Keep Life Right (feat. MC Soom-T), ~Scape Records
- 2004: Diamond EP (feat. MC Soom-T), ~Scape Records
- 2004: Meteo/Thiel – Bass & Go, Meteosound

Solo:
Alben:
- 2011: Tom Thiel - Tom Thiel, Shitkatapult
- 2023: Tom Thiel - ALBUM[11], Arjunamusic

Singles:
- 1991: TTT - The Big Escape, BMWW
- 1991:  V.A.L.I.S - 22late, Sunday Morning - Berlin

Werke in Compilations (Auszug):
- 2003: Sum Sum, Music For Children
- 2005: Miami (Meteo/Thiel), Strictly Dub - Modern Dub Classics
- 2006: Palatin – Table108 VOL.1 Singapore Lounge Mix, Noise Asia
- 2013: Frida, Air Texture Volume III

## Filmmusik
- 1995 Looosers! (Regie: Christopher Roth)[12]